# العلاقات النرويجية الشمال مقدونية
العلاقات النرويجية الشمال مقدونية هي العلاقات الثنائية التي تجمع بين النرويج وشمال مقدونيا.

## مقارنة بين البلدين
هذه مقارنة عامة ومرجعية للدولتين:
| وجه المقارنة                                              | النرويج                                                   | شمال مقدونيا                                               |
| --------------------------------------------------------- | --------------------------------------------------------- | ---------------------------------------------------------- |
| المساحة (كم2)                                             | 385.21 ألف                                                | 25.71 ألف                                                  |
| عدد السكان (نسمة)                                         | 5.33 مليون                                                | 2.08 مليون                                                 |
| الكثافة السكانية (ن./كم²)                                 | 13.84                                                     | 80.9                                                       |
| العاصمة                                                   | أوسلو                                                     | إسكوبية                                                    |
| اللغة الرسمية                                             | بوكمول، لغات السامي، نينوشك، اللغة النرويجية              | اللغة المقدونية، اللغة الألبانية                           |
| العملة                                                    | كرونة نروجية                                              | دينار مقدوني                                               |
| الناتج المحلي الإجمالي (بليون دولار)                      | 398.83 مليار                                              | 11.34 مليار                                                |
| الناتج المحلي الإجمالي (تعادل القوة الشرائية) بليون دولار | 322.23 مليار                                              | 29.26 مليار                                                |
| الناتج المحلي الإجمالي الاسمي للفرد دولار أمريكي          | 74.40 ألف                                                 | 4.85 ألف                                                   |
| الناتج المحلي الإجمالي للفرد دولار أمريكي                 | 65.61 ألف                                                 | 16.25 ألف                                                  |
| مؤشر التنمية البشرية                                      | 0.944                                                     | 0.747                                                      |
| رمز المكالمات الدولي                                      | +47                                                       | +389                                                       |
| رمز الإنترنت                                              | .no                                                       | .mk                                                        |
| المنطقة الزمنية                                           | ت ع م+01:00، ت ع م+02:00، توقيت وسط أوروبا، أوروبا/أوسلو ‏ | توقيت وسط أوروبا، ت ع م+01:00، ت ع م+02:00، أوروبا/سكوبيه ‏ |

## منظمات دولية مشتركة
يشترك البلدان في عضوية مجموعة من المنظمات الدولية، منها:
| علم المنظمة | اسم المنظمة                               | تاريخ انضمام النرويج | تاريخ انضمام شمال مقدونيا |
| ----------- | ----------------------------------------- | -------------------- | ------------------------- |
|             | مؤسسة التنمية الدولية                     | 24 سبتمبر 1960       | 25 فبراير 1993            |
|             | يونسكو                                    | 4 نوفمبر 1946        | 28 يونيو 1993             |
|             | وكالة ضمان الاستثمار متعدد الأطراف        | 9 أغسطس 1989         | 19 مارس 1993              |
|             | مجلس أوروبا                               | 5 مايو 1949          | ?                         |
|             | الأمم المتحدة                             | 27 نوفمبر 1945       | 8 أبريل 1993              |
|             | الاتحاد البريدي العالمي                   | ?                    | ?                         |
|             | البنك الدولي للإنشاء والتعمير             | 27 ديسمبر 1945       | 25 فبراير 1993            |
|             | الاتحاد الدولي للاتصالات                  | 1866                 | 4 مايو 1993               |
|             | منظمة حظر الأسلحة الكيميائية              | ?                    | ?                         |
|             | مؤسسة التمويل الدولية                     | 20 يوليو 1956        | 25 فبراير 1993            |
|             | المنظمة الأوروبية لسلامة الملاحة الجوية   | 1994                 | 1998                      |
|             | المركز الدولي لتسوية المنازعات الاستشارية | 15 سبتمبر 1967       | 26 نوفمبر 1998            |
|             | منظمة التجارة العالمية                    | 1995                 | ?                         |
|             | منظمة الشرطة الجنائية الدولية             | ?                    | ?                         |
|             | منظمة الأمن والتعاون في أوروبا            | 25 يونيو 1973        | 12 أكتوبر 1995            |

## وصلات خارجية
- موقع وزارة الخارجية النرويجية